# Josefa Mayer-Proidl
Josefa Mayer-Proidl (geboren 1939 oder 1940 in Zöbing in Niederösterreich) ist eine österreichische Schriftstellerin.

## Leben
Josefa Mayer-Proidl besuchte die Höhere Bundeslehranstalt in Sitzenberg, Niederösterreich. In Wien erhielt sie eine pädagogische Ausbildung. Sie hat einen Abschluss als Agraringenieurin. Vor ihrer Berentung war Mayer-Proidl als Lehrerin in der Erwachsenenbildung tätig. Ihr Klientel waren Frauen und Jugendliche.
Nach eigenen Angaben ist Mayer-Proidl seit ihrer Jugend literarisch tätig. Sie hat Romane, Sagenbücher, Kurzgeschichten, Märchen und Gedichte verfasst. Zudem hat sie zu zahlreichen Anthologien beigetragen. Insbesondere publiziert sie in den Literaturzeitschriften Entladungen, Podium und DUM.
Mayer-Proidl ist verheiratet, hat einen Sohn und lebt derzeit (2025) in Horn.

## Rezeption
Wolfgang Kühn vom Literaturmagazin DUM rezensierte das Buch Wenn das Leben Tango tanzt (2023), das 26 Kurzgeschichten umfasst, die teils von fiktivem Charakter sind, teils schriftstellerisch verarbeitete Erinnerungen zum Thema haben. Ein Beispiel hierfür ist die Erzählung "Die Vergangenheit ausgelöscht, die Zukunft unvorstellbar", die das Trauma der Flucht aus Polen im Jahr 1944/45 aus der Perspektive eines Kindes beschreibt.und laut Kühn autobiografisch motiviert ist. Weitere Kurzgeschichten befassen sich schwerpunktmä8ig mit dem Thema Altern, die für Kühn am bedrückendsten, aber auch am berührendsten sind.
Ihr erster Roman Ameisenzerschneider (2006) handelt von reifer Liebe, Eifersucht, Zärtlichkeit und Sex im Alter in einem Seniorenheim. Wichtige Protagonisten sind ein Heimbewohner und seine ehemalige Domina, die als neuer Heimgast auf ihn trifft. Ein Anliegen des Buchs ist Sex im hohen Alter als Selbstverständlichkeit zu vermitteln. Das Wiener Magazin Leben & Freude hat ein Interview zum Thema Sex im Alter initiiert, an dem neben Mayer Proidl die Sexualtherapeutin Ella Bragagna und der Facharzt für Innere Medizin Siegfried Meryn teilnahmen.

## Verbindung zu Fachgesellschaften
Josefa Mayer-Proidl ist seit dem Jahr 2000 Mitglied der Arbeitsgemeinschaft der Autorinnen AGA. Auf ihrer Homepage gibt sie zudem Mitgliedschaften bei der Kremser Literaturvereinigung, dem Österreichischen. Schriftstellerverband, dem Verband Geistig Schaffender und Österreichischer Autoren, dem Literaturkreis Podium und dem Katholischen Schriftstellerverband an.

## Auszeichnungen
- 1. Preis bei den Literaturtagen in Schwerin, Deutschland, 2012[4]
- 3. Preis beim Literaturkarussel Niederösterreich, 2006[4]

## Veröffentlichungen (Auswahl)
- Im Trubel meiner Gefühle (Gedichtband), Edition Club D`Art-International -Alpen Donau Adria-Reihe, Klagenfurt, 1995.
- Ameisenzerschneider (Roman). Edition Spruchreif, St. Leonhard, 2006, ISBN 978-3-9502172-0-9
- Von der wilden Jagd und Wanderlichtern: Sagen aus dem Waldviertel (17 Offsetfarblithografien von Joseph Kühn). Edition Thurnhof, Horn, 2009, ISBN 978-3-900678-30-5.
- gesammelt, ausgewählt und herausgegeben: Das mystische Waldviertel : Sagen von Horn bis Teltsch (Telĉ) ; was Bauersleut’ erzählen.Verlag Ferdinand Berger & Söhne, Horn, 2009, ISBN 978-3-85028-472-1.
- Wenn das Leben Tango tanzt (Kurzgeschichten). Verlag Ferdinand Berger & Söhne, Horn, 2023, ISBN 978-3-99137-050-5

## Belege
1. 1 2 3  Gilbert Weisbier: Mord im Pflegeheim Erstlingswerk zu Tabuthema. In: Kurier. 30. August 2006.
2. 1 2  DUM - Das Ultimative Magazin. In: dum.at. Abgerufen am 9. Juni 2025.
3. 1 2 3 4 5  Biografie. In: josefamayerproidl.com. Abgerufen am 10. Juni 2025.
4. 1 2 3 4 5  JOSEFA MAYER-PROIDL. In: aga.at. Abgerufen am 9. Juni 2025.
5. ↑  Kürschners Deutscher Literatur-Kalender. 69. Jahrgang. De Gruyter, Berlin, München, Boston 2014, ISBN 978-3-11-033719-8, S. 680.
6. ↑  Wolfgang Kühn: Erfahrungsschätze aus dem Kamptal. In: DUM - Das Ultimative Magazin. Abgerufen am 24. Juni 2025.
7. ↑  Josefa Mayer-Proidl - Ameisenzerschneider, Kurzbeschreibung und Rezensionen. In: aga.at. AGA-Arbeitsgemeinschaft der Autorinnen, 2006, abgerufen am 25. Juni 2025.
8. ↑  Bezirksblätter Horn (Hrsg.): Horner Autorin macht Sex im Alter zum Thema. Nr. 35, 30. August 2006.
9. ↑  Diskussion: Wenn Sexualität in die Jahre kommt. In: Leben & Freude. Nr. 1, 2007, S. 15 ff.

| Personendaten    | Personendaten                    |
| ---------------- | -------------------------------- |
| NAME             | Mayer-Proidl, Josefa             |
| KURZBESCHREIBUNG | österreichische Schriftstellerin |
| GEBURTSDATUM     | 1939 oder 1940                   |
| GEBURTSORT       | Zöbing, Niederösterreich         |